# Hypobapta xenomorpha
Hypobapta xenomorpha là một loài bướm đêm trong họ Geometridae.